# Хоктун (муниципалитет)
Хокту́н или Окту́н (исп. Hoctún) — муниципалитет в Мексике, штат Юкатан, с административным центром в одноимённом городе. Численность населения, по данным переписи 2010 года, составила 5697 человек.

## Общие сведения
Название Hoctún с юкатекского языка можно перевести как место добывания камней, где hoc — извлекать, и tun — камень.
Площадь муниципалитета равна 121 км², что составляет 0,3 % от общей площади штата, а наивысшая точка — 20 метров над уровнем моря, расположена в поселении Сан-Хосе-Орьенте.
Он граничит с другими муниципалитетами Юкатана: на севере с Какальченом и Бокобой, на востоке с Исамалем, на юге с Шокчелем и Окабой, и на западе с Тахмеком.

## Учреждение и состав
Муниципалитет был сформирован в 1921 году. В состав муниципалитета входит 7 населённых пунктов, самые крупные из которых:
| Код INEGI                  | Населённый пункт                                                              | Численность населения (2005 год) | Численность населения (2010 год) |
| -------------------------- | ----------------------------------------------------------------------------- | -------------------------------- | -------------------------------- |
| 035                        | Всего                                                                         | 5586                             | 5697                             |
| 0001                       | Хоктун (исп. Hoctún) 20°51′52″ с. ш. 89°12′07″ з. д. (административный центр) | 4739                             | 4686                             |
| 0007                       | Сан-Хосе-Орьенте (исп. San José Oriente) 20°51′32″ с. ш. 89°06′07″ з. д.      | 827                              | 990                              |
| 0004                       | Циуче (исп. Dziuché) 20°54′44″ с. ш. 89°11′47″ з. д.                          | 10                               | 7                                |
| —                          | Прочие                                                                        | 10                               | 14                               |
| Названия на карте Генштаба |                                                                               |                                  |                                  |

## Экономика
По статистическим данным 2000 года, работоспособное население занято по секторам экономики в следующих пропорциях:
- торговля, сферы услуг и туризма — 44,2 %;
- производство и строительство — 27,7 %;
- сельское хозяйство и скотоводство — 26,1 %;
- безработные — 2,1 %.

## Инфраструктура
По статистическим данным 2010 года, инфраструктура развита следующим образом:
- протяжённость дорог: 100,6 км;
- электрификация: 97,7 %;
- водоснабжение: 99,3 %;
- водоотведение: 60,6 %.

## Достопримечательности
В муниципалитете можно посетить храм Святого Лоренцо XVIII века, церковь Архангела Михаила, а также археологический памятник цивилизации майя — руины Холактун.

## Фотографии

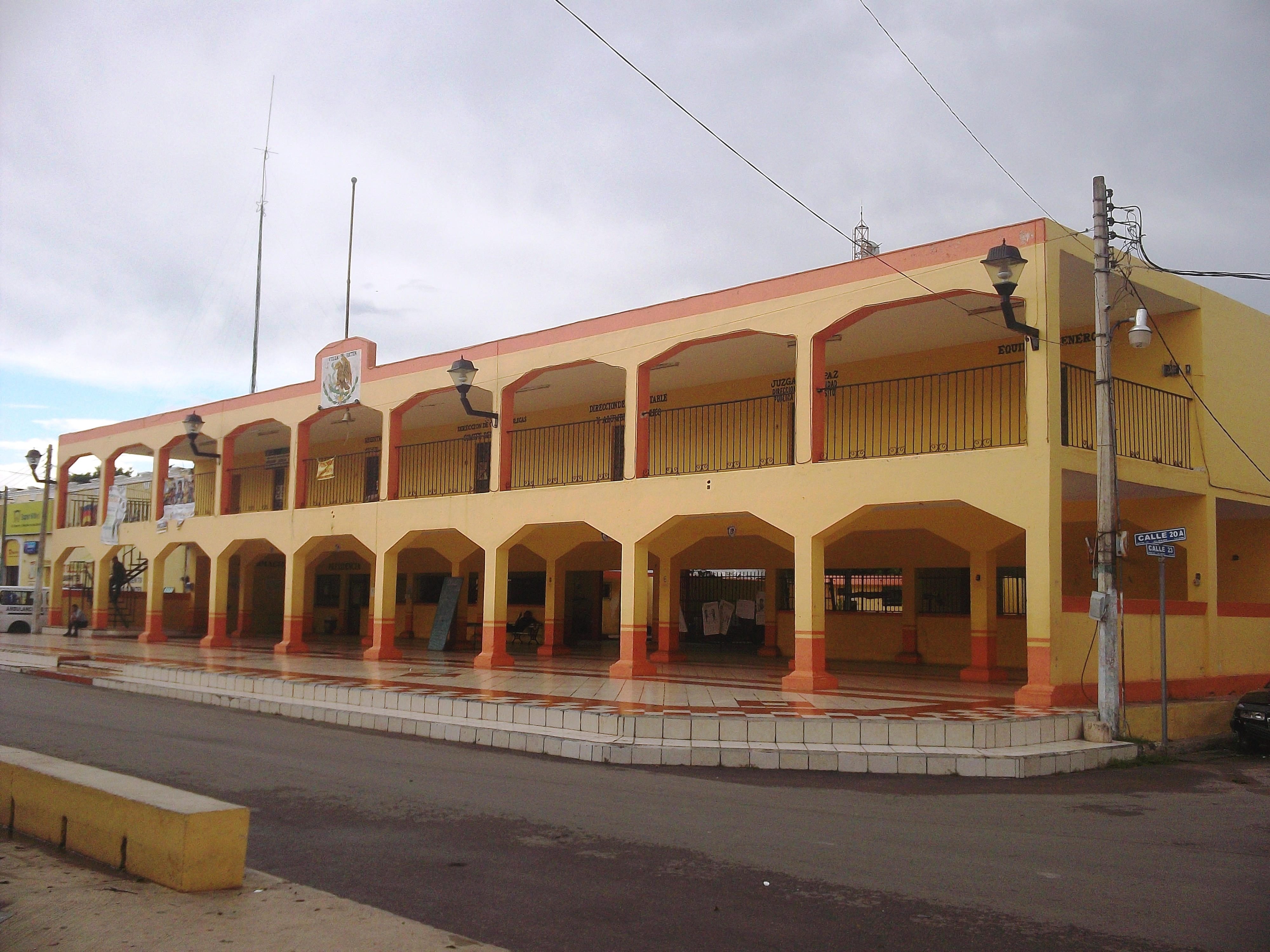
Здание администрации
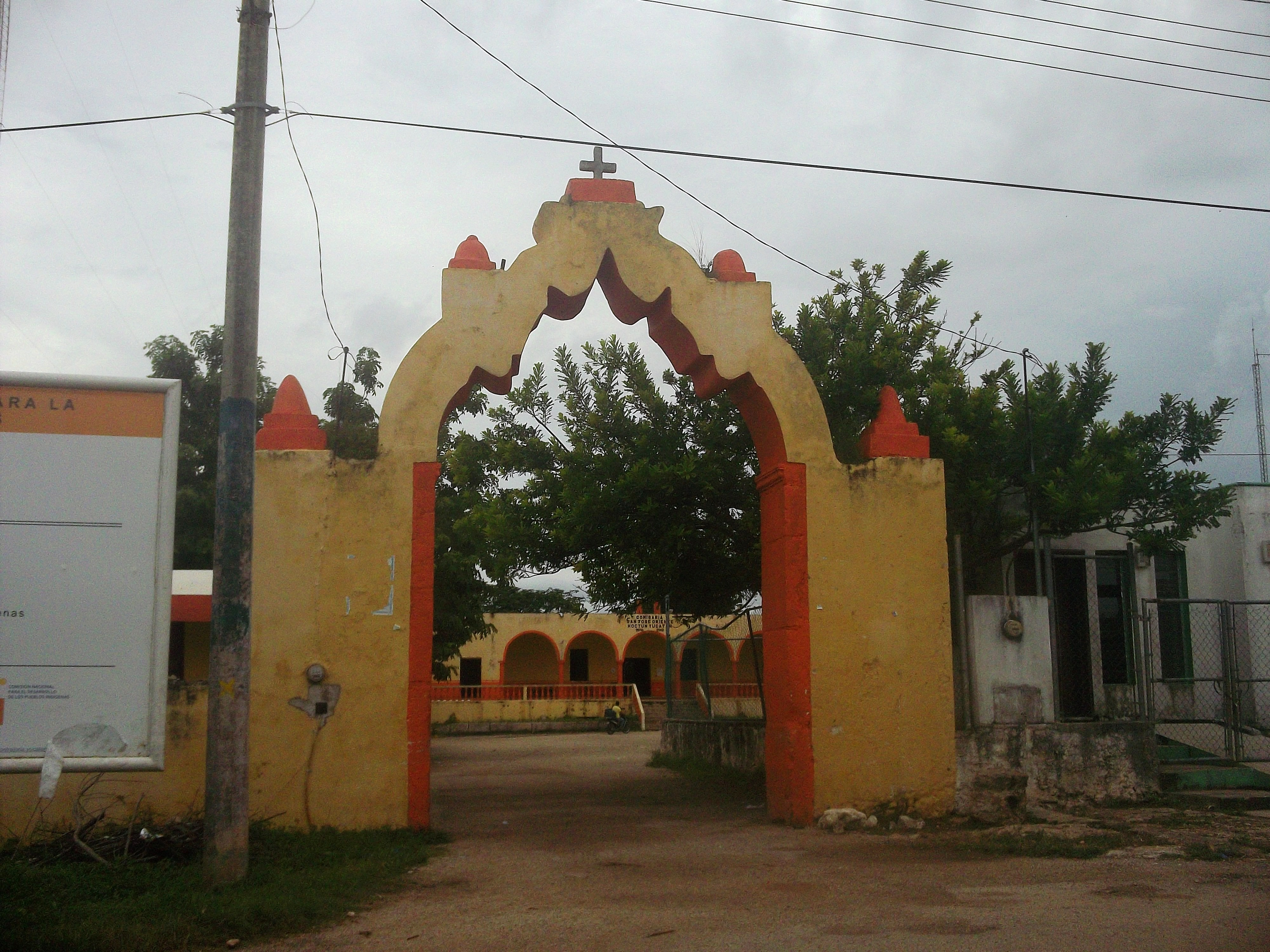
Центр посёлка Сан-Хосе-Орьенте
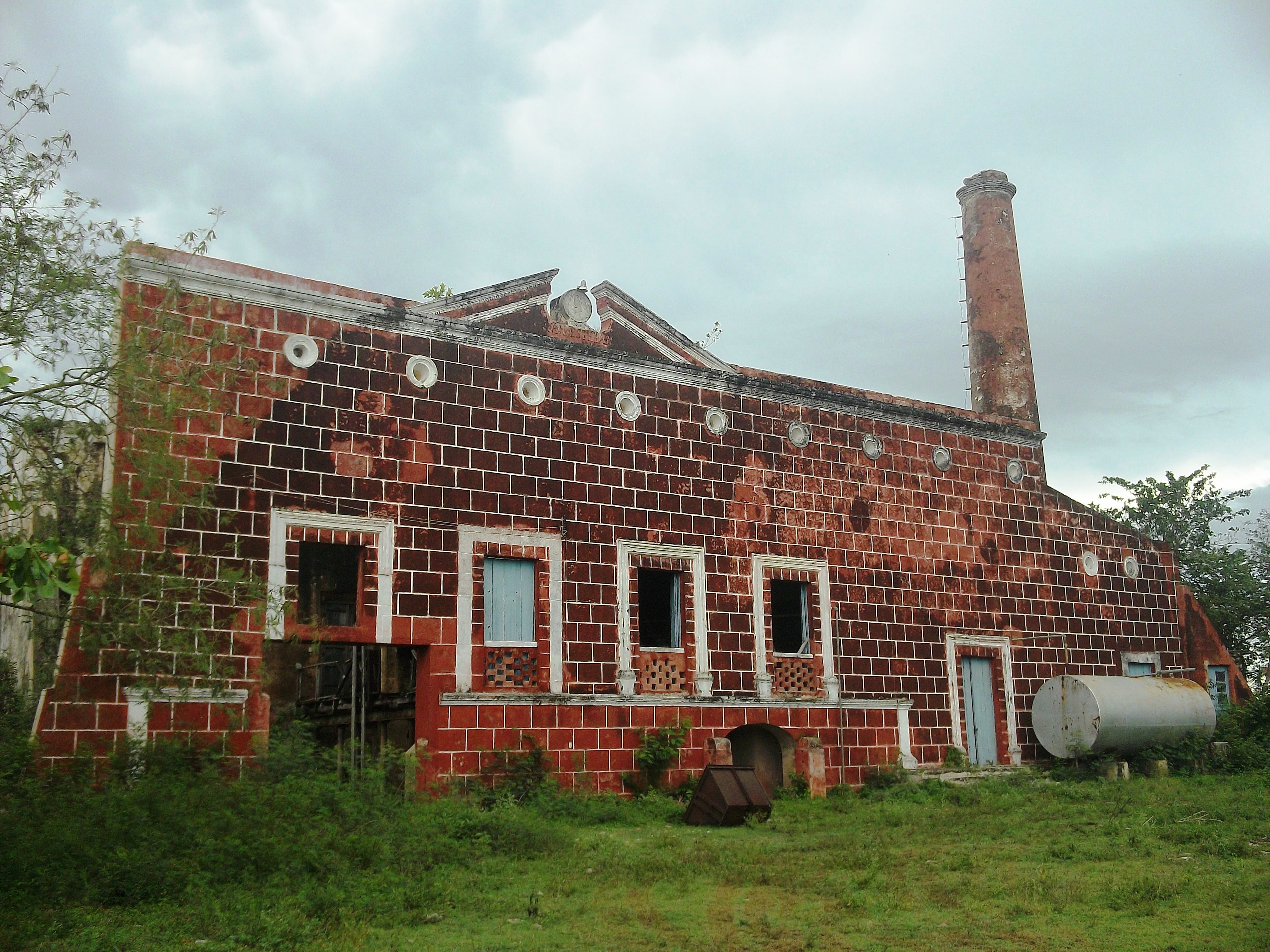
Заброшенная асьенда Циуче